# Codonoblepharon papillatum
Codonoblepharon papillatum là một loài Rêu trong họ Orthotrichaceae. Loài này được (Mont.) A. Jaeger mô tả khoa học đầu tiên năm 1874.